# Clusia lundellii
Clusia lundellii là một loài thực vật có hoa trong họ Bứa. Loài này được Standl. mô tả khoa học đầu tiên năm 1935.